# Russkaja Chałań
Russkaja Chałań (ros. Русская Халань) – wieś w Rosji, w obwodzie biełgorodzkim, w rejonie czerniańskim. W 2021 liczyła 976 mieszkańców.